# Marie-Louise Bergeaud
Marie-Louise Bergeaud (* 10. Oktober 1897 in Aurillac; † 5. Juli 1983 in Mirecourt) war eine französische Künstlerin der Art brut.

## Leben
Marie-Louise Bergeaud wurde am 10. Oktober 1897 in Aurillac geboren. Bevor sie heiratete, arbeitete sie fünf Jahre lang als Finanzbeamtin. Mit etwa 35 Jahren wurde sie plötzlich sehr verschlossen und begann, Wahnideen zu äußern. Im Jahr 1938 wurde sie in eine Psychiatrie eingewiesen und einige Jahre später begann sie zu zeichnen.
Marie-Louise Bergeaud starb am 5. Juli 1983 in Mirecourt.

## Werk
Sie behauptete, Antinéa zu sein, eine „weibliche Gottheit“. Ihre in Aquarell oder mit Wachsmalstift ausgeführten Werke stellen Figuren dar, häufig Gottheiten, aber auch Symbole eines äußerst reichhaltigen persönlichen Glaubenssystems.
Als sie 1948 Jean Dubuffet traf, zeigte sie ihm ihr Skizzenbuch. Dubuffet bemerkte bei seinem Besuch: „Es wäre klug, Fotos von ihrer Arbeit zu machen, für den Fall, dass ich nicht in der Lage sein sollte, das Original zu bekommen.“ Bergeaud machte direkt beim ersten Kontakt deutlich, dass sie sich nicht von ihrer Kunst trennen wollte. Sie stimmte jedoch zu, einige ihrer Werke gegen Malmaterial und Papier einzutauschen.
Ihre Werke befinden sich in den Sammlungen des Museum van de Geest und in der Collection de l’Art Brut Lausanne. Sie war Teil der Ausstellung jean dubuffets art brut.! die anfänge seiner sammlung.